# Malschendorf

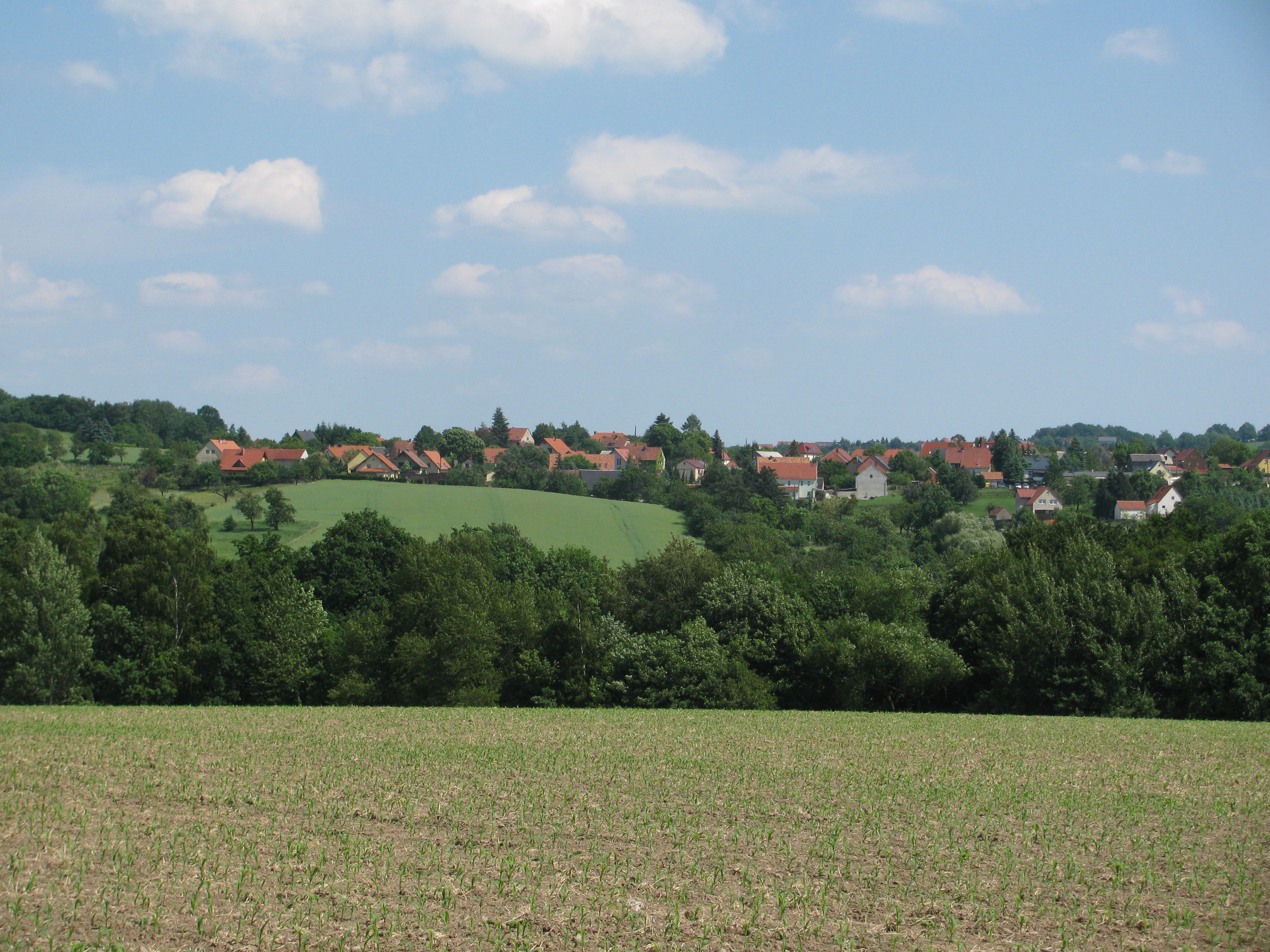
Malschendorf, gesehen aus Richtung Eichbusch

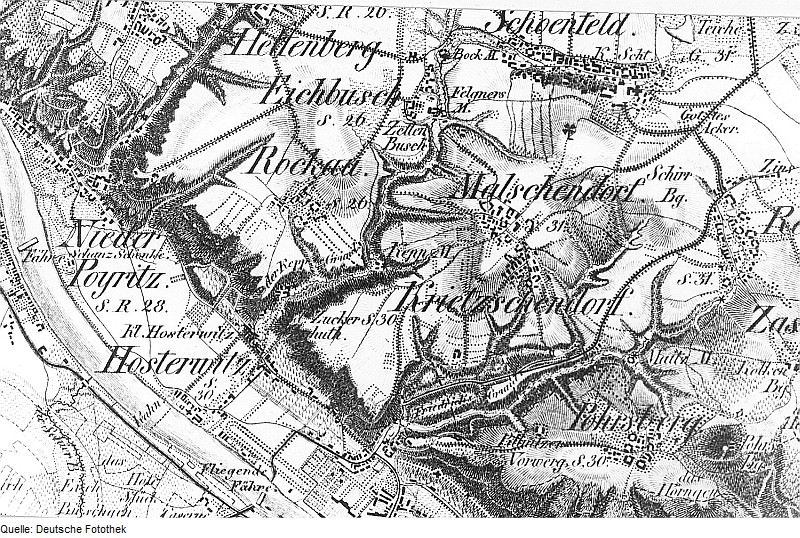
Malschendorf und seine Nachbardörfer auf einer Karte von 1821

Malschendorf ist ein Ortsteil der Ortschaft Schönfeld-Weißig in Dresden und zählt zum statistischen Stadtteil Schönfeld/Schullwitz.
Der Ortsteil entstand im 11. bis 12. Jahrhundert als Ansiedlung fränkischer Bauern. Der Ortsname geht zurück auf den altsorbischen Personennamen „Malaš“, „Maleš“, „Mališ“, „Mariš“ o. ä. Der Nachbarort Krieschendorf, 1378 erstmals urkundlich erwähnt, und Malschendorf wuchsen unter der Grundherrschaft der Schönfelder Kirche zu einem Dorf zusammen, schließlich wurden sie 1912 auch politisch vereinigt. In Malschendorf war lange die Landwirtschaft prägend, es wurde besonders Obst angebaut. Zu Beginn des 20. Jahrhunderts wurde von Gustav Thiebel die noch heute bedeutende Naturschänke Malschendorf gegründet.
Am 1. Juli 1950 wurde die bis dahin eigenständige Gemeinde Krieschendorf eingegliedert.
Am 1. März 1994 schloss sich Malschendorf der Großgemeinde Schönfeld-Weißig an, die zum 1. Januar 1999 nach Dresden eingemeindet wurde.